# Décrément logarithmique

Le décrément logarithmique est par exemple ln(x_{1}/x_{3}).

En physique, le décrément logarithmique est la mesure logarithmique de la décroissance périodique d'une grandeur pseudo-oscillatoire. Il est défini comme le logarithme du rapport d'une grandeur à une date t sur la même grandeur à la date (t + T), T représentant la pseudo-période de la grandeur. Le décrément logarithmique est donc une grandeur sans dimension.

## Expression
Soit une grandeur x(t) quelconque dont l'évolution au cours du temps est donnée par :
{\displaystyle x(t)=x_{m}\cos \left({\frac {2\pi t}{T}}+\varphi \right)f(t)}
où T est la pseudo-période du système. Si on appelle D le décrément logarithmique de x, on a, par définition :
{\displaystyle D=\ln \left[{\frac {x(t)}{x(t+T)}}\right]=\ln \left[{\frac {f(t)}{f(t+T)}}\right]}
Notamment si le régime est pseudo-oscillatoire, alors f(t) peut se mettre sous la forme {\displaystyle f(t)=e^{-t/\tau }} et on a :
{\displaystyle D={\frac {T}{\tau }}}
où τ est généralement appelé temps de relaxation ou constante de temps du système.